# Poblano

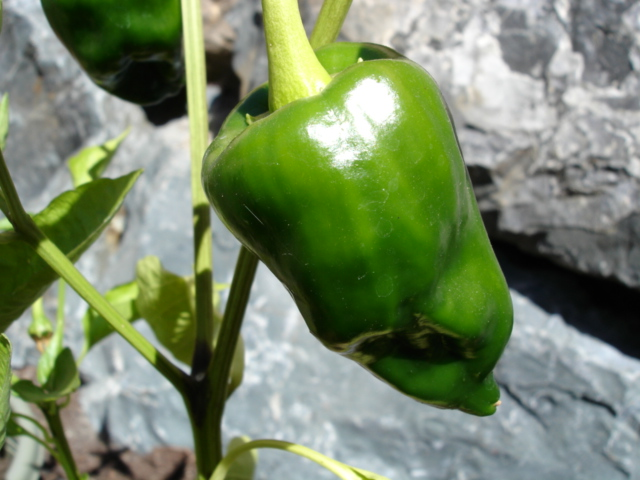
Paprika Poblano

Poblano je druh chilli papričky, která patří mezi nejméně pálivé odrůdy. V průměru obsahuje pouhých 1000–1500 SHU. Jejich domovem je Mexiko. Dorůstá velikosti okolo 10 cm, jejich tvar je zaoblený. Nezralé plody jsou tmavě zelené až mírně purpurové, v období dozrávání jsou téměř černé. Sušené papričky se nazývají Ancho chiles. Papričky se používají k přípravě studených i teplých omáček. Při jejich rozmělňování je cítit jemná pálivost.
Názvy ancho a mulato jsou částečně synonymy pro poblano, ale často odkazují na jiné stupně zralosti nebo sušené ovoce. Společně s odrůdami jalapeño a pasilla jsou důležitou přísadou mexické kuchyně.